# Canon
A Canon Inc. (キヤノン株式会社; Hepburn: Kyanon Kabushiki Gaisha; TYO: 7751, NYSE: CAJ) japán multinacionális vállalat, mely képalkotó eszközök, optikai eszközök, nyomtatók és fényképezőgépek gyártására és forgalmazására specializálódott.

## Története
A cég jogelődjét 1930-ban alapította Josida Goro, féltestvérével Ucsida Szaburóval, és Ucsida közeli jóbarátjával, Mitarai Takesivel Precision Optical Instruments Laboratory (精機光学研究所; Hepburn: Seiki Kōgaku Kenkyūjo; POIL), néven, melynek célja egy távmérős (rangefinder) 35 mm-es filmet használó kamera kifejlesztése volt.
1934 júniusában elkészült a cég első fényképezőgépe Kwanon néven, mely ugyan háromféle verzióban látott napvilágot, ám piacra nem került, mivel még nem rendelkezett optikával, hiszen a POIL optikát nem fejlesztett az eszközhöz. Több alternatíva is kínálkozott a probléma megoldására, ám végül a vezetőség a Nippon Kógaku Kógjó (a Nikon cég jogelődje) cégtől kért segítséget optika fronton, így 1936 februárjában a POIL piacra dobta a Nikkor optikával (Nikkor 50mm/3,5 lencse) ellátott Kwanon gépét Hansza Canon (ハンザキヤノン) néven. Ez volt az első gép, ami kereskedelmi forgalomba került a Canontól.
A Canon nevet a cég a modernizálás jegyében vette fel, így a mai Canon cég 1937. augusztus 10-én alakult meg.
Napjainkra a Canon az egyik legnagyobb vállalat ezen szegmensben, a fényképezőgépek mellett foglalkozik nyomtatók, fénymásolók, szkennerek és multifunkcionális készülékek gyártásával, illetve forgalmazásával szerte a világon. Hazánkban a cég 1958 óta van jelen, elsősorban a kis- és középvállalkozások igényeit elégíti ki irodatechnikai eszközeivel.